# Communauté de communes Val de Charente
La communauté de communes Val de Charente est une communauté de communes française, située dans le département de la Charente, en région Nouvelle-Aquitaine.

## Historique
Créée le 1er janvier 2014, la communauté de communes Val de Charente se forme à la suite de la fusion des communautés du Pays de Villefagnan (16 communes), des Trois Vallées (9 communes), de Ruffec (8 communes), et de la commune de Villefagnan.

## Géographie

### Géographie physique
Située au nord-ouest du département de la Charente, la communauté de communes Val de Charente regroupe 32 communes et présente une superficie de 419,3 km2.

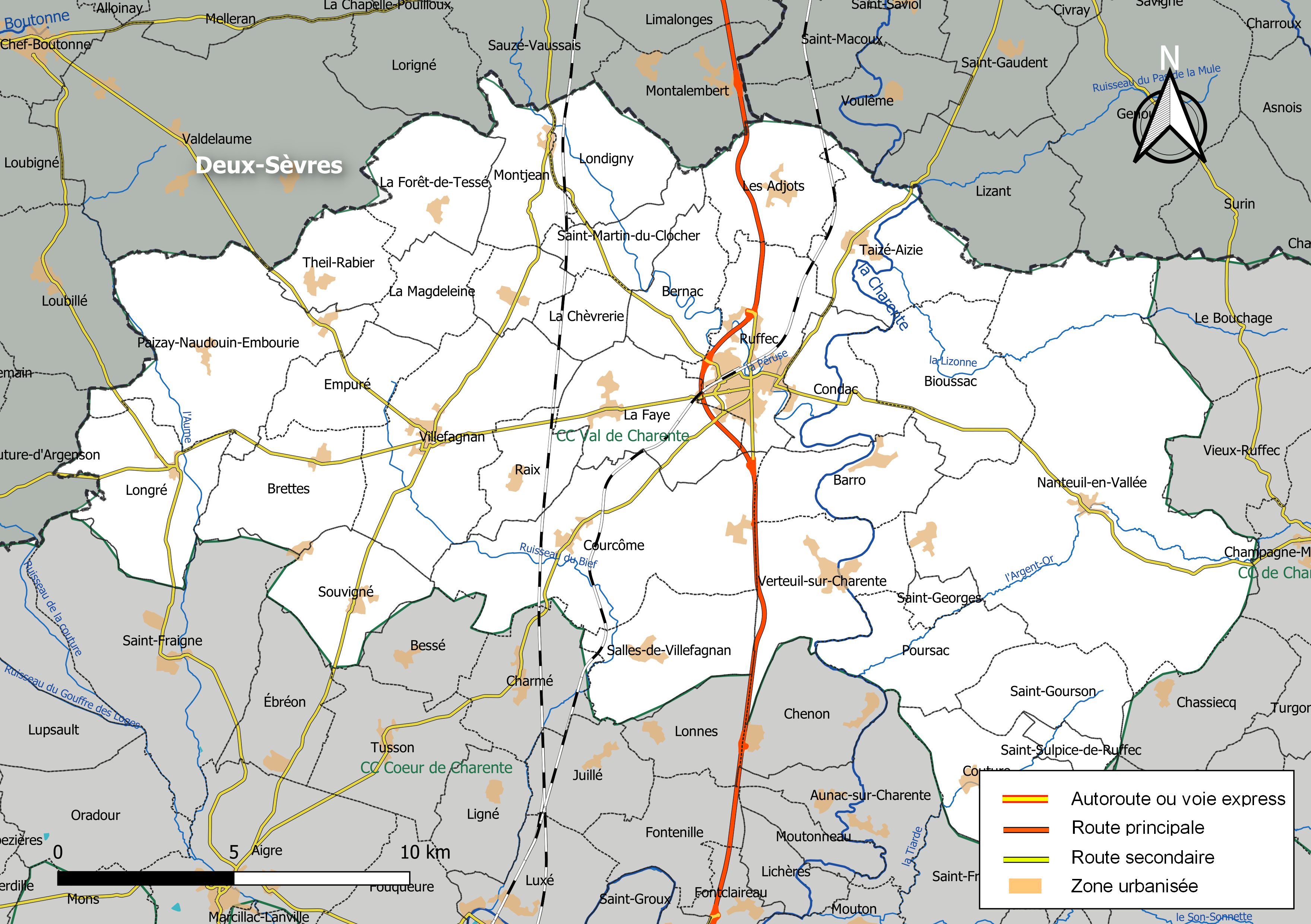
Carte de la communauté de communes Val de Charente au 1er janvier 2019.

### Composition

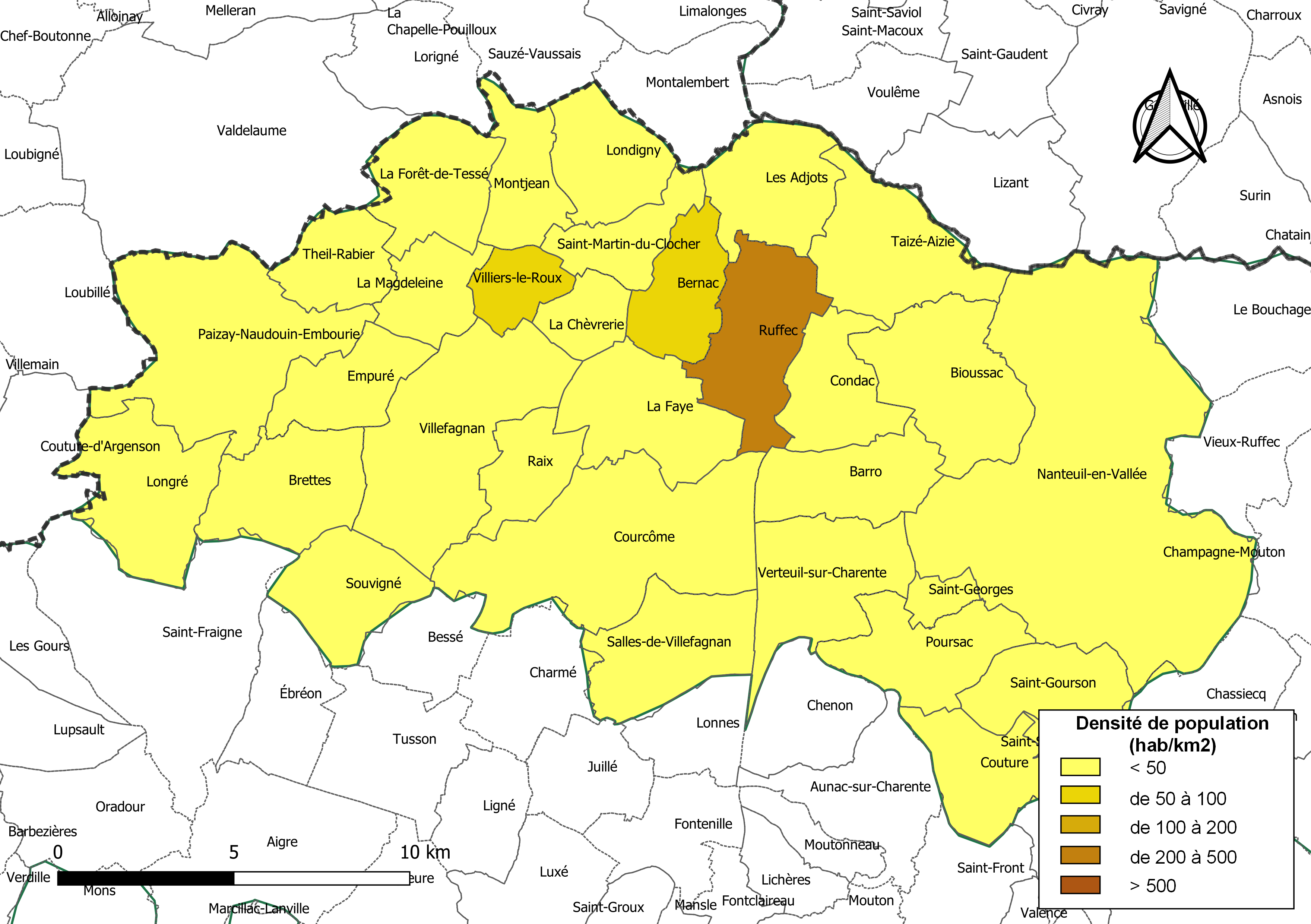
Carte des densités de population (millésimée 2016) des communes de la communauté de communes Val de Charente. Composition en communes au 1er janvier 2019.

La communauté de communes est composée des 32 communes suivantes :

| Nom                      | Code Insee | Gentilé           | Superficie (km2) | Population (dernière pop. légale) | Densité (hab./km2) |
| ------------------------ | ---------- | ----------------- | ---------------- | --------------------------------- | ------------------ |
| Ruffec (siège)           | 16292      | Ruffecois         | 13,37            | 3 394 (2022)                      | 254                |
| Les Adjots               | 16002      | Adjotois          | 10,94            | 532 (2022)                        | 49                 |
| Barro                    | 16031      | Barrotois         | 10,65            | 410 (2022)                        | 38                 |
| Bernac                   | 16039      | Bernacois         | 8,46             | 463 (2022)                        | 55                 |
| Bioussac                 | 16044      | Bioussacois       | 15,64            | 208 (2022)                        | 13                 |
| Brettes                  | 16059      | Brettois          | 12,21            | 163 (2022)                        | 13                 |
| La Chèvrerie             | 16098      | Chévriens         | 4,61             | 137 (2022)                        | 30                 |
| Condac                   | 16104      | Condacois         | 9,59             | 460 (2022)                        | 48                 |
| Courcôme                 | 16110      | Courcômois        | 29,58            | 801 (2022)                        | 27                 |
| Couture                  | 16114      | Couturois         | 10,61            | 173 (2022)                        | 16                 |
| Empuré                   | 16127      | Empuréens         | 8,37             | 96 (2022)                         | 11                 |
| La Faye                  | 16136      | Fagussiens        | 13,44            | 595 (2022)                        | 44                 |
| La Forêt-de-Tessé        | 16142      | Tesséens          | 10,7             | 209 (2022)                        | 20                 |
| Londigny                 | 16189      | Londinois         | 9,67             | 246 (2022)                        | 25                 |
| Longré                   | 16190      | Longréens         | 14,73            | 191 (2022)                        | 13                 |
| La Magdeleine            | 16197      | Magdéléniens      | 6,68             | 117 (2022)                        | 18                 |
| Montjean                 | 16229      | Montjeannais      | 8,01             | 251 (2022)                        | 31                 |
| Nanteuil-en-Vallée       | 16242      | Nanteuillais      | 68,85            | 1 357 (2022)                      | 20                 |
| Paizay-Naudouin-Embourie | 16253      | Paizéens          | 25,42            | 351 (2022)                        | 14                 |
| Poursac                  | 16268      | Poursacais        | 11,39            | 195 (2022)                        | 17                 |
| Raix                     | 16273      | Raixois           | 6,87             | 116 (2022)                        | 17                 |
| Saint-Georges            | 16321      |                   | 2,25             | 44 (2022)                         | 20                 |
| Saint-Gourson            | 16325      | Saint-Goursonnais | 10,09            | 131 (2022)                        | 13                 |
| Saint-Martin-du-Clocher  | 16335      | Martiniens        | 6,66             | 124 (2022)                        | 19                 |
| Saint-Sulpice-de-Ruffec  | 16356      |                   | 2,38             | 41 (2022)                         | 17                 |
| Salles-de-Villefagnan    | 16361      |                   | 12,83            | 313 (2022)                        | 24                 |
| Souvigné                 | 16373      | Soussinois        | 10,37            | 182 (2022)                        | 18                 |
| Taizé-Aizie              | 16378      | Taizéens          | 14,81            | 585 (2022)                        | 40                 |
| Theil-Rabier             | 16381      | Rabitheillois     | 7,43             | 163 (2022)                        | 22                 |
| Verteuil-sur-Charente    | 16400      | Verteuillais      | 14,24            | 588 (2022)                        | 41                 |
| Villefagnan              | 16409      | Villefagnanais    | 23,65            | 981 (2022)                        | 41                 |
| Villiers-le-Roux         | 16413      | Villelarosiens    | 4,84             | 159 (2022)                        | 33                 |

## Administration

### Liste des présidents
| Période   | Période  | Identité        | Étiquette | Qualité         |
| --------- | -------- | --------------- | --------- | --------------- |
| Juin 2020 | En cours | Thierry Bastier | SE        | Maire de Ruffec |

### Siège
9, boulevard des Grands Rocs, 16700 Ruffec.

## Démographie
| 1968   | 1975   | 1982   | 1990   | 1999   | 2010   | 2015   | 2021   |
| ------ | ------ | ------ | ------ | ------ | ------ | ------ | ------ |
| 15 980 | 15 194 | 15 009 | 14 580 | 14 113 | 14 423 | 14 167 | 13 725 |

## Compétences
Nombre total de compétences exercées en 2017 : 31.
Les compétences de la Communauté de Communes Val de Charente ont été fixées par arrêté préfectoral modifié du 22 décembre 2017.https://www.ccvaldecharente.fr/images/Photos/intercommunalite/2017-12-27-ARRETE.pdf